# Fabbriche di Vallico
Fabbriche di Vallico és una frazione del comune (municipi) de Fabbriche di Vergemoli, a la província de Lucca, a la regió italiana de la Toscana, situat uns 70 km al nord-oest de Florència i uns 20 km al nord-oest de Lucca.
Va ser un municipi independent fins al dia 1 de gener de 2014, que es va fusionar amb Vergemoli per formar el nou municipi de Fabbriche di Vergemoli.

## Evolució demogràfica
| Gràfica d'evolució demogràfica de Fabbriche di Vallico entre 1861 i |
|                                                                     |
| Font: ISTAT - Elaboració gràfica de Viquipèdia                      |